# Diphénylméthane
Le diphénylméthane est l'hydrocarbure de formule semi-développée (C6H5)2CH2. Comme son nom l'indique, le diphénylméthane est constitué d'une molécule de méthane substitué par deux groupes phényle, ou, du point de vue opposé, de deux cycles de benzène reliés par un pont méthylène. Au diphénylméthane correspond un groupe commun en chimie organique, le groupe diphénylméthyle aussi connu comme le groupe benzhydryle.
Le diphénylméthane est préparé par réaction entre le chlorure de benzyle et le benzène en présence d'un acide de Lewis du type du trichlorure d'aluminium (AlCl3) :
C6H5CH2Cl  +  C6H6  →  (C6H5)2CH2  +  HCl